# Frea ivorensis
Frea ivorensis är en skalbaggsart som beskrevs av Stefan von Breuning 1967. Frea ivorensis ingår i släktet Frea och familjen långhorningar. Inga underarter finns listade i Catalogue of Life.